# 虹桥火车站站
虹桥火车站站（前称虹桥西站），是一个位于中国上海市闵行区新虹街道虹桥综合交通枢纽上海虹桥站西侧，属于上海地铁2号线、10号线与17号线的地铁换乘站，本站在2010年3月时已建成，但因上海虹桥站尚未啟用，到了2010年7月1日上海虹桥站投运之时才开通运营，10号线则于2010年11月30日开通运营。17号线于2017年12月30日开通运营。
2020年1月23日至2月2日，因2号线徐泾东站-淞虹路站区段进行双向隧道整修施工，虹桥火车站地铁2号线暂停服务。
2022年4月1日，为配合新型冠状病毒疫情防控，虹桥火车站地铁2号线暂停服务，直至7月4日恢复。
2023年1月22日至27日，因2号线徐泾东站-淞虹路站区段实施施工整治，虹桥火车站地铁2号线暂停服务。

## 车站结构
2号线车站建设时的规划中，虹桥火车站站将引入5条地铁线路：2号线、10号线、青浦线（今17号线）、原17号线、5号线北延伸。地下一层为站厅，地下二层为2号线、10号线、青浦线（今17号线）站台，地下三层为5号线和原17号线的西班牙式站台以及5条线路的换乘大厅。地下二层的三座站台与地下三层的5号线、原17号线共用站台间设L形楼梯和无障碍电梯相连。施工上，该站为“一次施工，分期开通”，在2号线本站开通之前就已一次性完成包括现在未使用的B3层在内的全部土建施工。
最终，随着线网规划的调整，原17号线和5号线北延伸规划取消，因此车站地下三层始终没有启用。现在车站的三座无障碍电梯内仍然可见“B3”按钮（没有实际功能）。

### 楼层分布
| 地下一层 | 站厅                          | A-D区出入口、票务服务、服务中心             |  |  |
| 地下二层 | ①站台                         | █ 2号线 往国家会展中心（终点站）            |  |  |
|          | 岛式站台，↑左侧开门 ↓右侧开门 |                                             |  |  |
|          | ⑤站台                         | █ 17号线 往西岑（国家会展中心）             |  |  |
|          | ⑥站台                         | █ 17号线 终点站 落客站台                    |  |  |
|          | 岛式站台，↑右侧开门 ↓左侧开门 |                                             |  |  |
|          | ②站台                         | █ 2号线 往浦东1号2号航站楼（虹桥2号航站楼） |  |  |
|          | ④站台                         | █ 10号线 往基隆路（虹桥2号航站楼）          |  |  |
|          | 岛式站台，右侧开门            |                                             |  |  |
|          | ③站台                         | █ 10号线 终点站 落客站台                    |  |  |

### 站厅

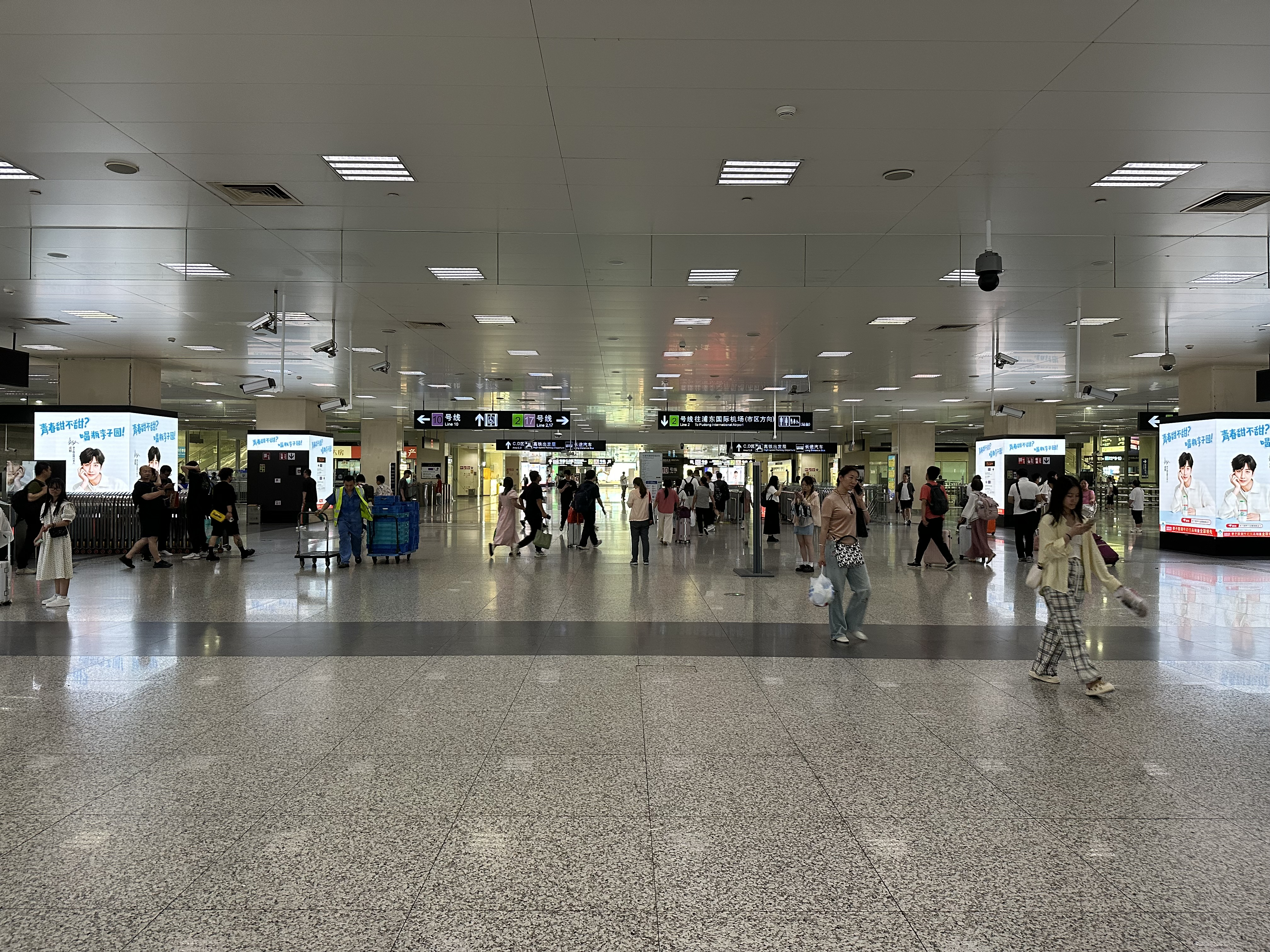
站厅（2024年）
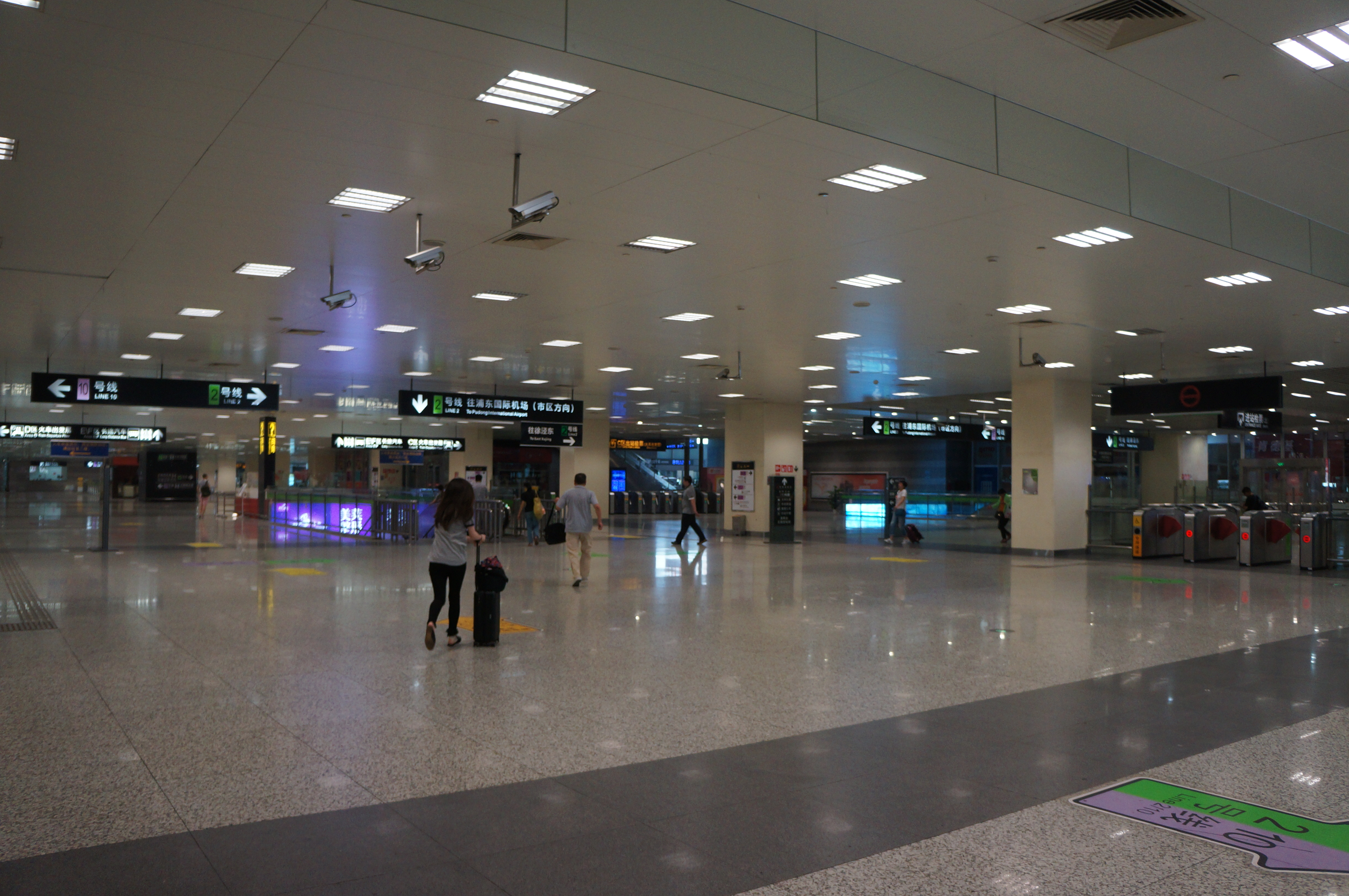
站厅（2017年）

虹桥火车站站的站厅位于上海虹桥站的到达层西侧，其南北两边为进站口，东西两边为出站口。进站口位于上海虹桥站到达层南/北11-15号出口之间的南北两侧，设有地铁自动售票处、服务中心、安检设备设施和进站闸机。
2019年11月1日起，虹桥火车站站安检区域调整至上海虹桥站地下一层通道南北两侧，意味着旅客下高铁后换乘地铁无需重复安检。这一调整早在2017年就已提上日程，除了调整安检和栏杆的布局之外，还在A、B区增加了18台售票机（TVM）以及6台检票闸机。由于“场地原因”，这些设备不能在铁路车站区域搬运，而是由地铁轨道车运入。

### 站台配置

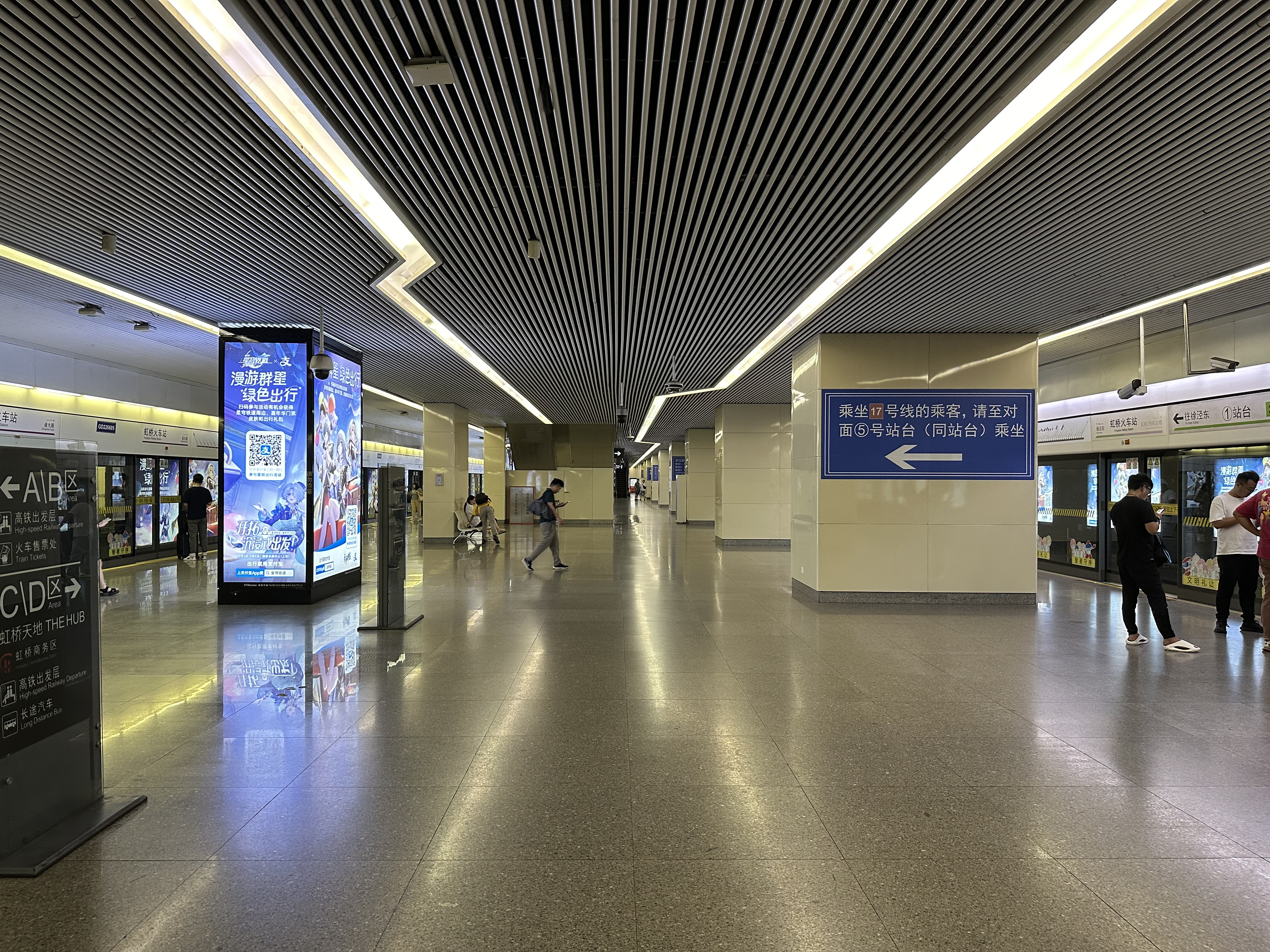
2号线往国家会展中心和17号线往西岑站台
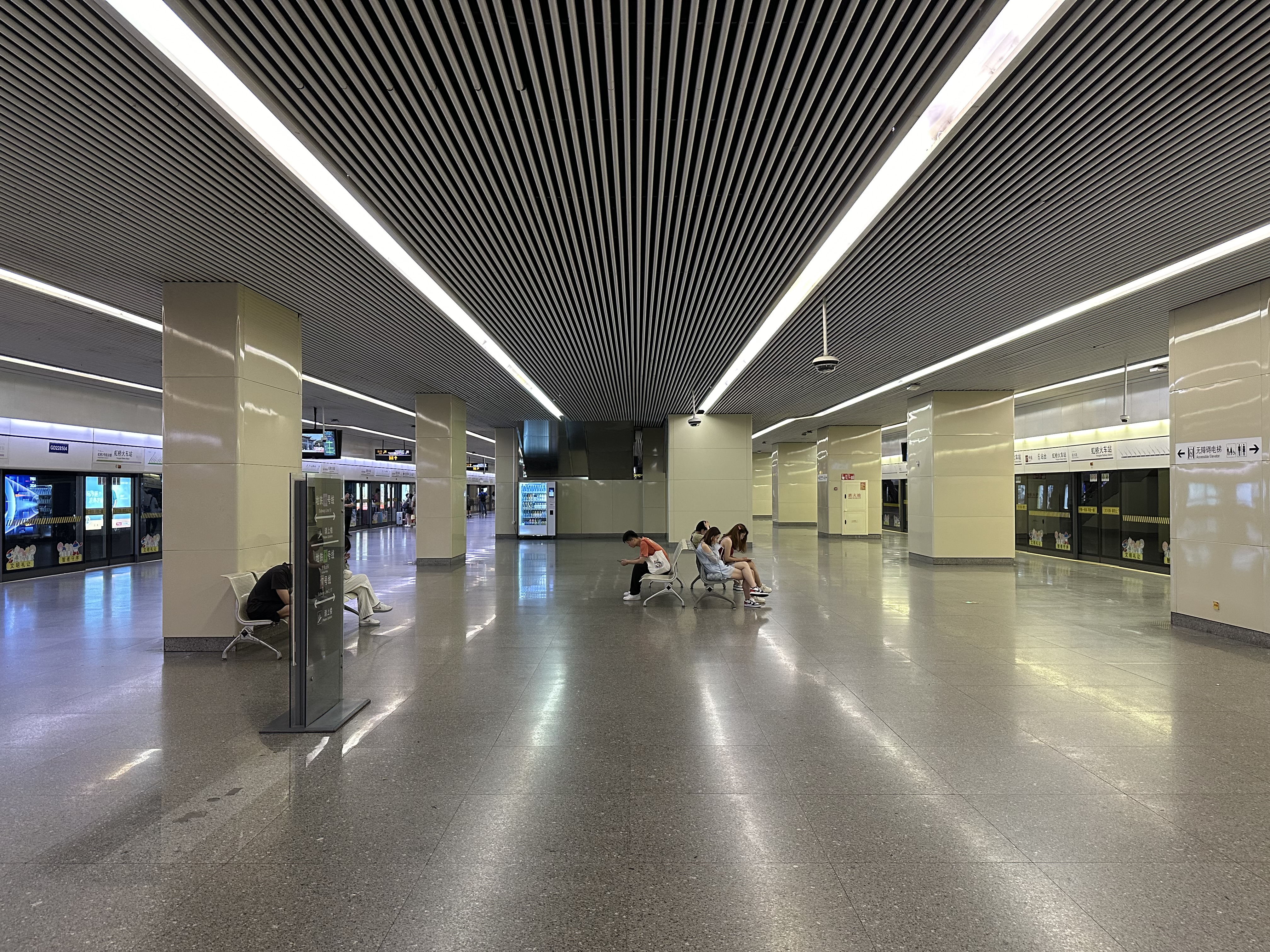
2号线往浦东1号2号航站楼站台和17号线终到站台
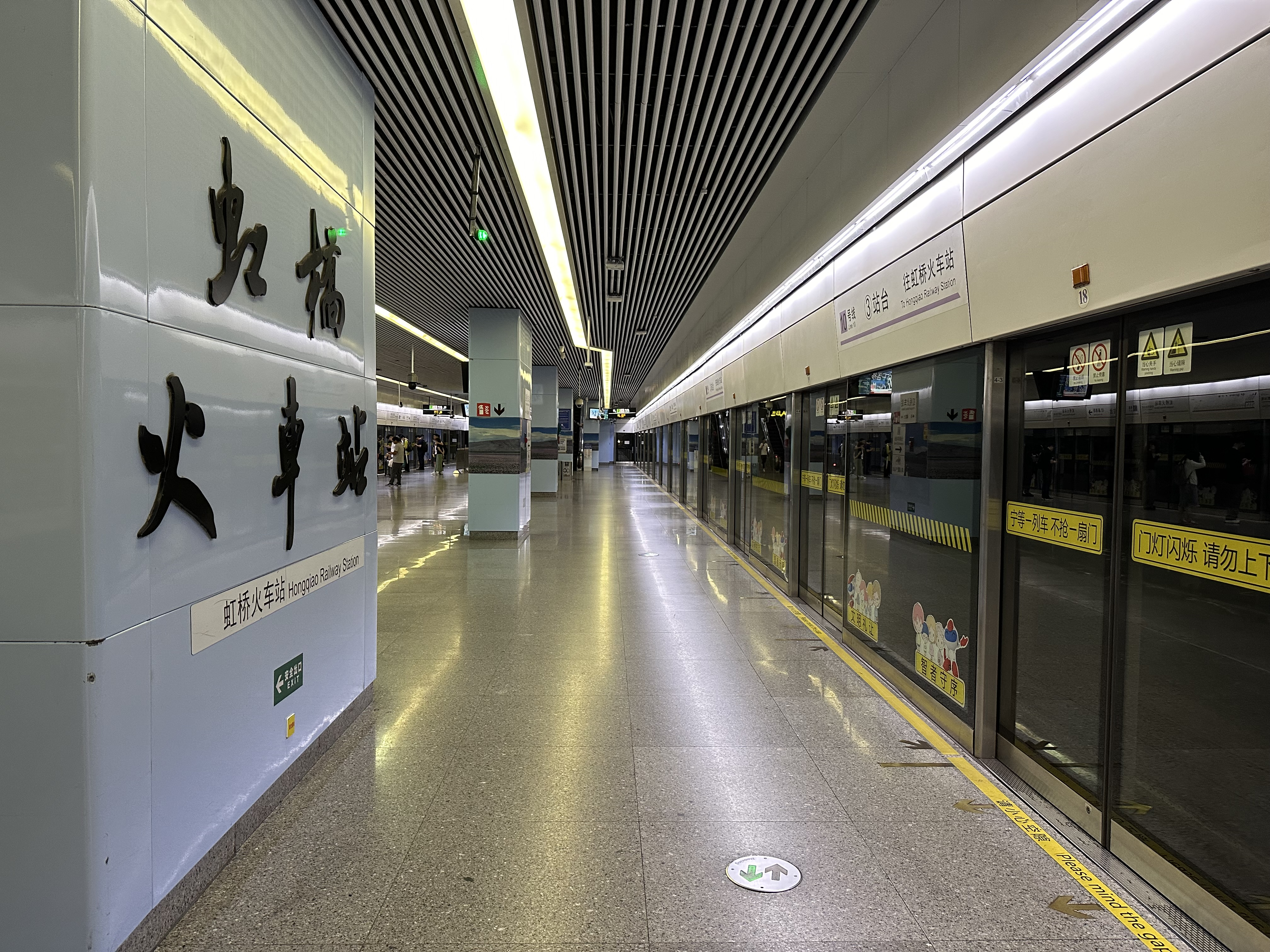
10号线站台

虹桥火车站站2号线、10号线和17号线位于同一层面，共有三个岛式站台。其中2号线和17号线为双岛式同站台换乘站，10号线则使用另一个岛式站台。
在17号线开建前，17号线轨道部分被填埋支撑，用于2号线站台。自2015年11月20日起，17号线进场施工，将2号线原有的宽岛式站台分割为双岛式站台，乘客需要分清列车上下行方向后选择对应站台乘车。本站與另外兩個西延伸段二期車站均裝上屏蔽门，亦是第二批2号线裝上屏蔽门的新車站。目前停靠本站的2号线列车有国家会展中心-广兰路（工作日早高峰）和国家会展中心-浦东1号2号航站楼两个交路。

### 站线配置
本站2、10号线以及2、17号线间设有联络线。2号线、17号线联络线施工时，拆除了原有的两根立柱并重新修建了新的立柱。该联络线具有连锁功能，一条线路故障会影响另一线路运营，为此又增加了旁路功能，即在故障时取消该连锁。然而2017年11月27日，17号线信号施工时，信号系统意外断电，2号线一侧的旁路功能却无法使用，造成运营中断。事后通号方面增加了另一个旁路按钮以在信号失电时正常给出旁路信号。

## 车站出入口
本站站厅位于虹桥火车站地下，未设有独立出入口通往地面，出入口均地下一层到达层连通。车站出口与入口独立设置，互不共用，其中出口设置于站厅东西侧，分为A—D区四个区域，其中A、B区位于站厅东侧，C、D区位于站厅西侧。车站入口设置于站厅南北侧，共设北1、北2、南1、南2四个入口，其中北1、南1两个出入口偏向站厅东侧，位于安检区内，旅客下高铁后换乘地铁无需重复安检，车站各出口如下所示：
| 出口编号 | 出口指示                                   | 照片 |
| -------- | ------------------------------------------ | ---- |
| A · 出口 | 高铁出发层，火车售票处，市域机场线         |      |
| B · 出口 | 高铁出发层，火车售票处，市域机场线         |      |
| C · 出口 | 高铁出发层，长途汽车，虹桥商务区，虹桥天地 |      |
| D · 出口 | 高铁出发层，长途汽车，虹桥商务区，虹桥天地 |      |

车站各入口如下所示：
| 入口编号      | 照片 |
| ------------- | ---- |
| 北 · 1 · 出口 |      |
| 北 · 2 · 出口 |      |
| 南 · 1 · 出口 |      |
| 南 · 2 · 出口 |      |

## 运营状况
虹桥火车站站的客流主要来自于上海虹桥站的铁路客流。在京沪高铁通車后，车站根据乘坐夜间高铁抵沪旅客较多的特点，在2号线正班车停止运营后增開加班车：平日的加班车于23:04、23:30分由本站始发，沿途只停靠虹桥2号航站楼站、中山公园站、静安寺站、人民广场站、世纪大道站和龙阳路站。
在春运期间，车站还会根据铁路到达旅客的数量适时增开加班车。2017年春运期间车站曾直至次日凌晨1时才发出最后一班车，创下了2号线最晚班车的记录。
疫情期间，从该站出发前往虹桥火车站检票口的距离虽小于从虹桥2号航站楼站出发的距离，但由于设有绕行围栏和铁马，故用时较从虹桥2号航站楼站出发的路线要长。

## 未来发展
建设虹桥火车站站时，曾在地下三层预留了原17号线与原5号线北延伸的站台，随着两线规划走向在2016年改为嘉闵线并改走地面，该预留结构随之废弃。
规划中的南北走向经过虹桥地区的25号线可能会经过本站，也可能使用13号线西延伸芳乐路至国家会展中心段，具体方案仍在研究中。

## 其他
- 2019年，第二届进博会召开前夕，中国电信在临近会场的虹桥火车站站以及徐泾东站、诸光路站（现国家会展中心站）三座车站由开通了5G Wifi[24]。
- 中共二十大代表高煜当选时为本站的站长[25]。
- 虹桥火车站站和虹桥2号航站楼站两座车站在虹桥枢纽设计阶段始终没有考虑人防需要，直到车站已经开始打桩时才将方案上报主管部门，最终因为条件不足，这两座重要车站未能设置人防工程[26]:282。

## 图集

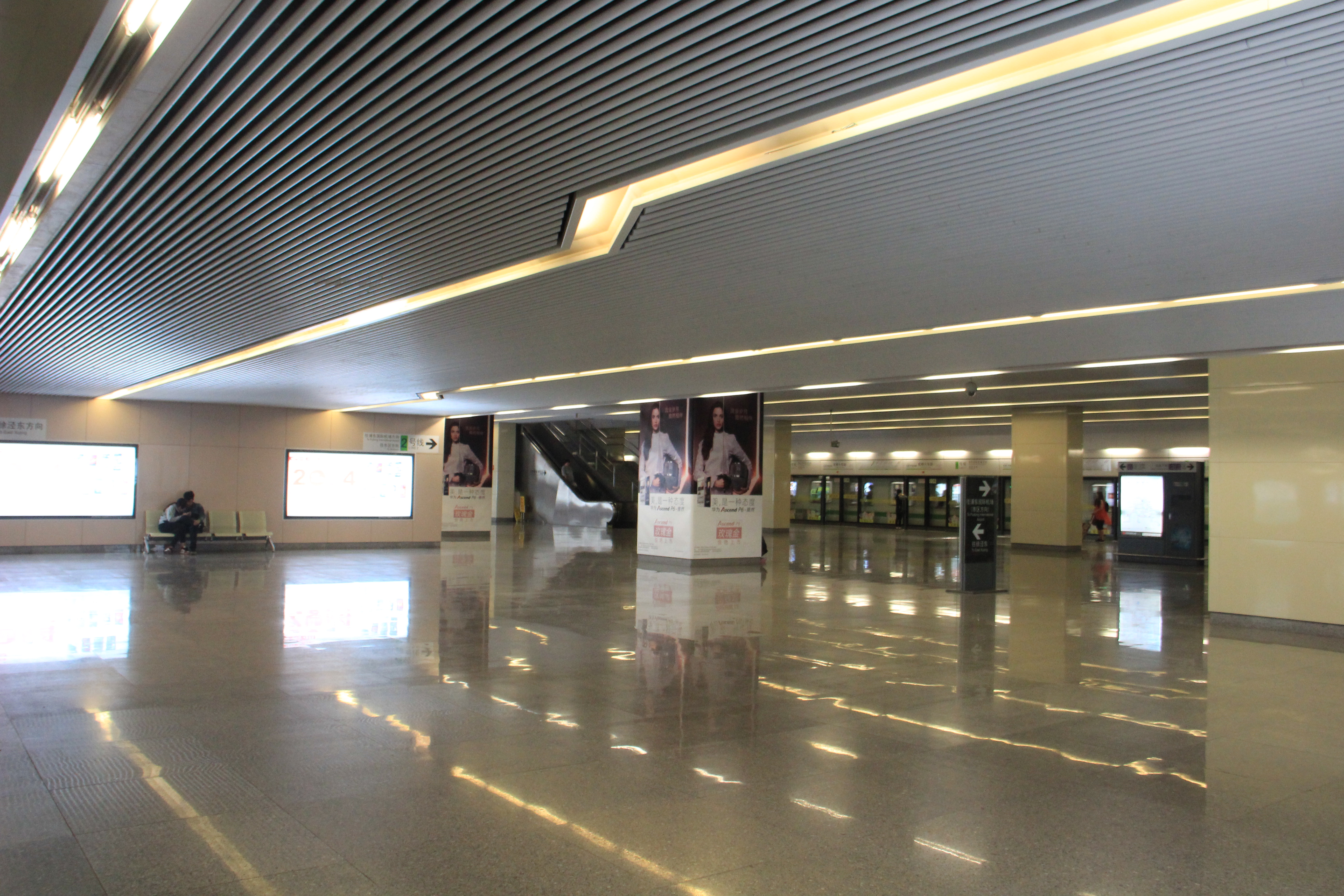
17号线进入车站施工前，2号线东西向站线间设有超宽岛式站台，中间预留17号线站台（2014年4月）
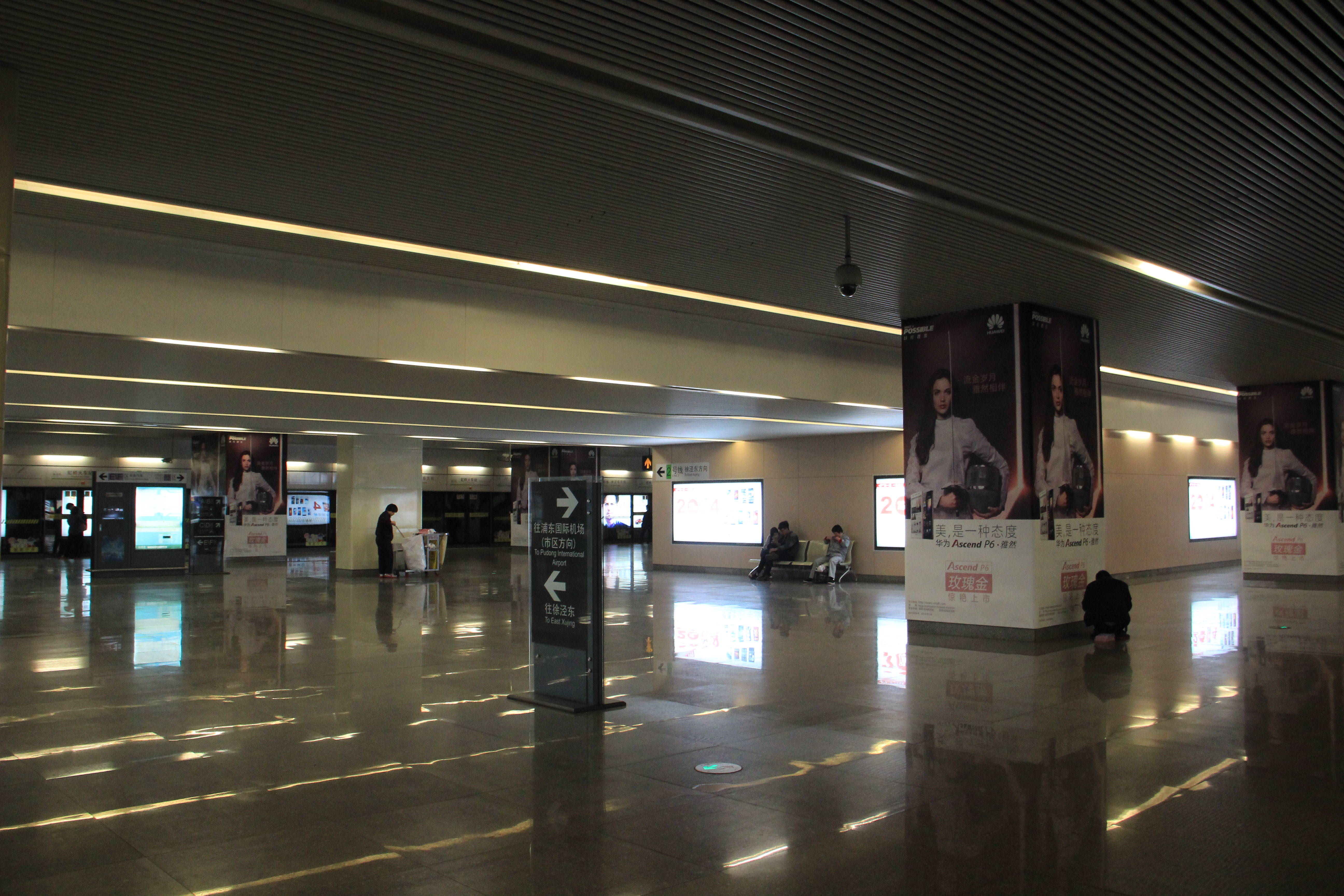
17号线预留空间（2014年4月）
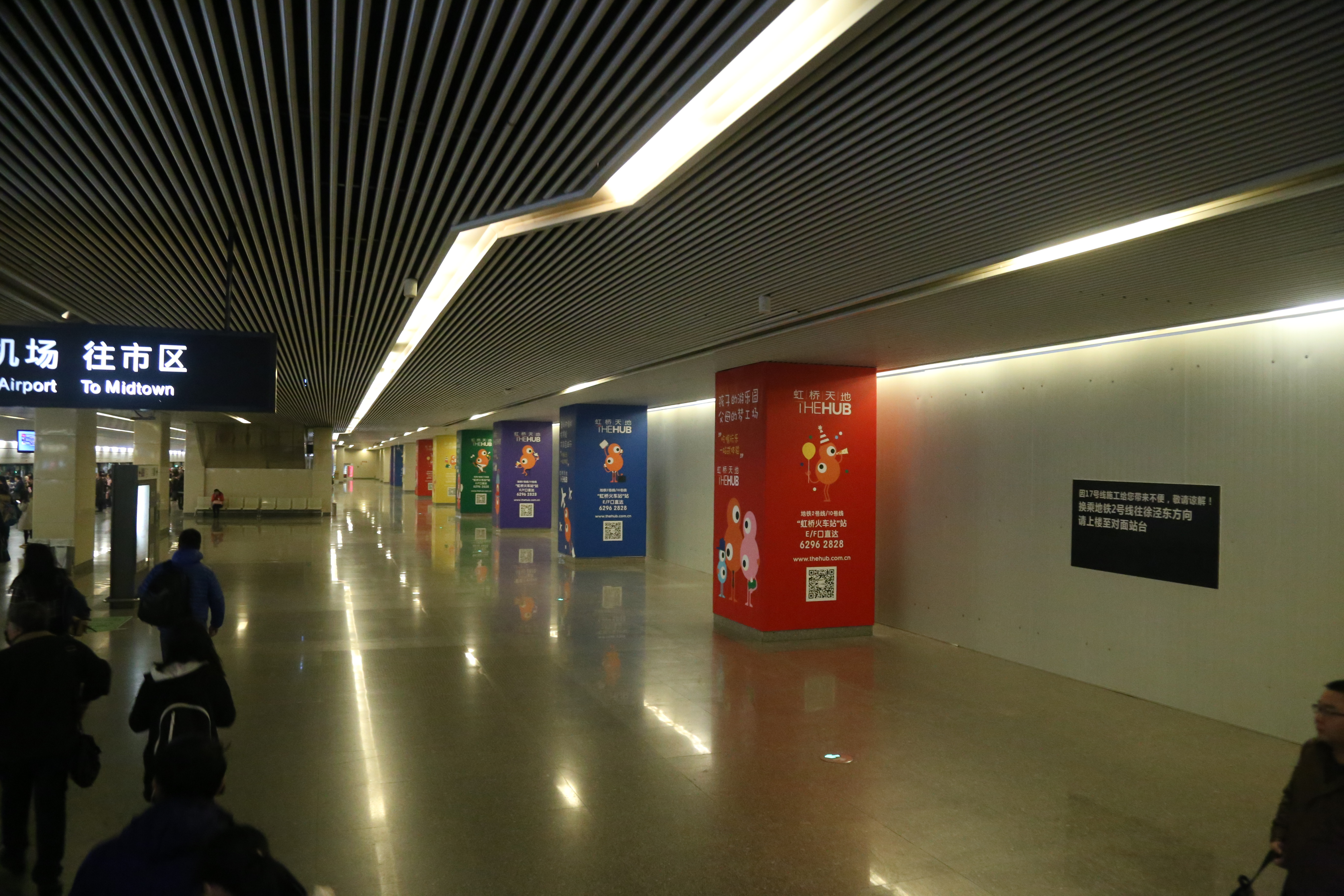
建设中的17号线站台（2015年11月）
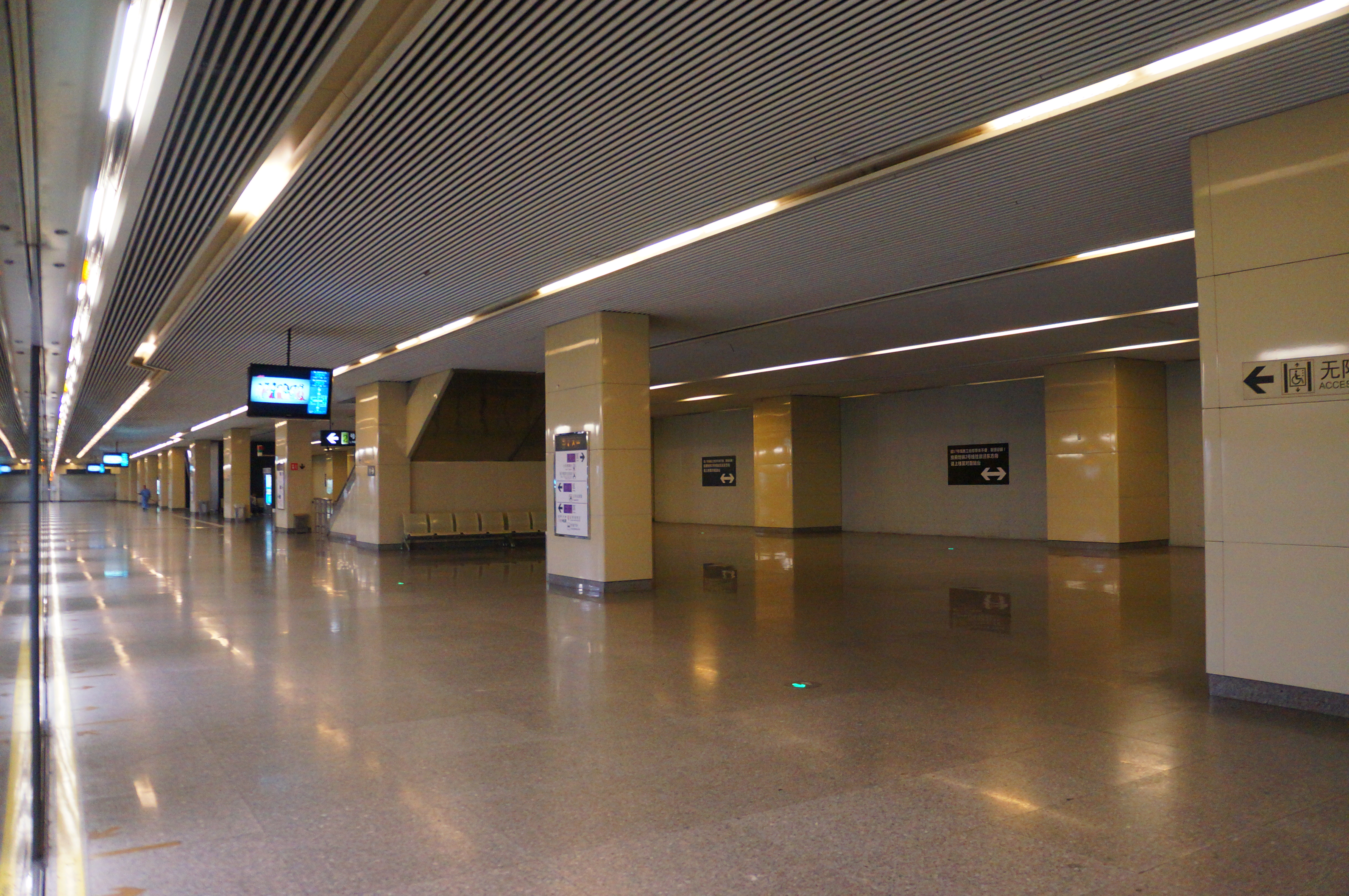
建设中的17号线站台（2017年6月）

## 接驳交通

### 公交
- 虹桥火车站（虹桥西交通中心）

虹桥枢纽5路、虹桥枢纽6路、虹桥枢纽7路、虹桥枢纽8路、虹桥枢纽10路、虹练定班线
- 虹桥西交通中心夹层

虹桥枢纽1路、173、320、闵行23路